# Condado de Cleveland (Arkansas)
El condado de Cleveland (en inglés: Cleveland County), fundado en 1873, es un condado en el estado estadounidense de Arkansas. En el 2000 tenía una población de 8571 habitantes con una densidad poblacional de 5.54 personas por km². La sede del condado es Rison.

## Geografía
Según la Oficina del Censo, el condado tiene un área total de 1551 km² (598,8 mi²), de la cual 1548 km² (597,7 mi²) es tierra y 3 km² (1,2 mi²) es agua.

### Condados adyacentes
- Condado de Grant  y Condado de Jefferson (norte)
- Condado de Lincoln (este)
- Condado de Drew (sureste)
- Condado de Bradley (sur)
- Condado de Calhoun (suroeste)
- Condado de Dallas (oeste)

### Ciudades y pueblos
- Kingsland
- Rison
- New Edinburg

## Principales carreteras
- U.S. Highway 63
- U.S. Highway 79
- U.S. Highway 167
- Carretera 8
- Carretera 11
- Carretera 15
- Carretera 35